# Ruzicka-cyclisatie
De Ruzicka-cyclisatie (alternatieve benamingen: Ruzicka-reactie, Ružička-cyclisatie of -reactie) is een methode om dicarbonzuren om te zetten naar cyclische ketonen bij hoge temperatuur en met behulp van thorium(IV)oxide als katalysator:
Deze reactie is ontwikkeld door de Kroatische scheikundige en nobelprijswinnaar Lavoslav Ružička. De methode is geschikt voor zes- en zevenringen, maar kan eveneens gebruikt worden voor de synthese van acht- tot dertigringen (met toegevingen ten opzichte van het rendement). Het reactiemechanisme is niet exact bekend, maar er zijn aanwijzingen dat vrije radicalen een belangrijke rol spelen.